# Distrito 1 (condado de Perkins, Nebraska)
El distrito 1 (en inglés: 1 District) es distrito ubicado en el condado de Perkins en el estado estadounidense de Nebraska. En el año 2010 tenía una población de 879 habitantes y una densidad poblacional de 0,9 personas por km².

## Geografía
El distrito 1 se encuentra ubicado en las coordenadas 40°51′8″N 101°25′37″O / 40.85222, -101.42694. Según la Oficina del Censo de los Estados Unidos, el distrito tiene una superficie total de 980.93 km², de la cual 979.99 km² corresponden a tierra firme y (0.1%) 0.93 km² es agua.

## Demografía
Según el censo de 2010, había 879 personas residiendo en el distrito 1. La densidad de población era de 0,9 hab./km². De los 879 habitantes, el distrito 1 estaba compuesto por el 96.81% blancos, el 0.57% eran afroamericanos, el 0% eran amerindios, el 0% eran asiáticos, el 0% eran isleños del Pacífico, el 2.16% eran de otras razas y el 0.46% pertenecían a dos o más razas. Del total de la población el 3.19% eran hispanos o latinos de cualquier raza.